# Saad Samir
Saad El-Din Samir (en árabe: سعد الدين سمير‎  [sæʕd edˈdiːn sæˈmiːɾ] conocido como Saad Samir (en idioma árabe: سعد الدين سمير, El Cairo, 1 de abril de 1989) es un futbolista egipcio. Juega como defensa de club Al-Ahly de la Primera División de Egipto. Ha competido en los Juegos Olímpicos de Londres 2012.

## Trayectoria

### Carrera juvenil

#### Al-Ahly
Saad Samir jugó en la cantera del Al-Ahly, equipo de su ciudad.[cita requerida]

### Carrera profesional

#### Al-Ahly

##### Temporada 2009-2010
En la Primera División de Egipto 2009-10 el Al-Ahly terminó campeón, en la Copa de Egipto 2009-10 terminaron subcampeones al empatar 1-1 y ser derrotados en los penaltis 4-5 contra el Haras El-Hodood.

#### Al-Mokawloon Al-Arab

##### Temporada 2010-2011
Inició la temporada con Al-Ahly, no pudo jugar ningún partido, y fue cedido al Al-Mokawloon Al-Arab. Debuta con el club el 14 de abril de 2011 en una derrota 0-3 contra el Wadi Degla FC, el 21 de mayo es expulsado al minuto 82 de un juego contra Zamalek Sporting Club que termina en una derrota 2-3, su último partido fue el 10 de julio en una derrota 3-2 contra el Ittihad FC, terminaron en última posición.

#### Al-Masry

##### Temporada 2011-2012
Debuta con su nuevo club el 14 de octubre de 2011 en una victoria 0-3 contra el Ghazl El-Mehalla, el 5 de enero de 2012 es sancionado con una tarjeta amarilla en una victoria 0-1 contra El Gouna FC, en total juega 12 partidos, su último partido fue en una victoria venganza 3-1 contra el Al-Ahly, terminaron en cuarta posición.

#### Al-Ahly

##### Temporada 2012-2013
Vuelve a jugar el 8 de julio de 2012 en la Liga de Campeones de la CAF 2012 derrotando 2-1 al Tout Puissant Mazembe, el equipo termina campeón al derrotar al Espérance Sportive de Tunis, el 12 de mayo de 2012 marca un gol en la victoria 2-1 contra el Haras El-Hodood, la liga fue suspendida.

##### Temporada 2013-2014
El 16 de junio de 2014 marca un gol en Primera División de Egipto 2013/14 en una victoria 0-3 contra el Misr El-Makasa SC, termina campeón de la Primera División de Egipto 2013/14, y es derrotado en semifinales 1-2 por el Smouha SC, terminan campeones de la Supercopa de Egipto 2014 tras empatar 0-0 con el Zamalek Sporting Club y derrotarlo 5-4 en penaltis, Samir anotó su penal, también ganaron la Copa Confederación de la CAF 2014 al empatar 2-2 con el Séwé Sports de San Pédro y ganar por la regla del gol de visitante, y por último ganar la Supercopa de la CAF 2014 al ganarle 3-2 al Club Sportif Sfaxien.

##### Temporada 2014-2015
Su primer partido de la temporada fue el 16 de junio de 2014, marcó el primer gol de penal en una victoria 0-contra Misr El-Makasa SC, el 20 de enero de 2015 marca un gol en el empate 1-1 contra el Petrojet FC, el 14 de abril marca un gol en la goleada 5-0 contra el Asyouty Sport, en la Liga Premier de Egipto 2014-15 terminó el segundo lugar, en la Copa de Egipto 2014 pierde en semifinales.

##### Temporada 2015-2016
Su primer partido de la temporada fue el 4 de mayo de 2016, marcando el 0-4 definitivo en la victoria en liga contra el Haras El-Hodood.

## Selección nacional

### Selección de fútbol sub-20 de Egipto
El futbolista fue a la Copa Mundial de Fútbol Sub-20 de 2009, donde su equipo era el anfitrión jugó los tres partidos de la Primera fase, el 24 de septiembre en la victoria 4-1 contra Trinidad y Tobago, el 28 de septiembre en la derrota 1-2 contra Paraguay y el 1 de octubre en la victoria 2-4 contra Italia, terminando primeros con seis puntos, luego fueron derrotados en Octavos de final por Costa Rica, pero Samir no jugó ese partido.
También fue al Torneo Esperanzas de Toulon de 2012 donde Egipto fue eliminado en la Primera Fase, Samir solo fue convocado al torneo, no disputó ningún partido.

### Selección de fútbol sub-23 de Egipto
Participó en el Torneo masculino de fútbol en los Juegos Olímpicos de Londres 2012, el 1 de agosto juega un partido de Primera fase contra Bielorrusia en una victoria 3-1, luego el 4 de agosto en un partido de cuartos de final contra Japón que perdieron 3-0.

### Selección de fútbol de Egipto
El 4 de junio de 2013 es convocado para Egipto en un partido amistoso contra Bostuana que terminó 1-1 pero él no entró a jugar.

#### Clasificación de CAF para la Copa Mundial de Fútbol de 2014
Fue convocado para dos partidos, el 9 de junio de 2013 contra Zimbabue que terminó en una victoria 2-4 y el 16 de junio contra Mozambique que terminó en una victoria 0-1, pero él no jugó ningún partido.

#### Clasificación de CAF para la Copa Mundial de Fútbol de 2018
Debuta el 14 de noviembre de 2015 entrando en el minuto 71 por Ahmed Dewidar en un partido contra Chad que pierden 1-0. Obtuvieron su venganza el 17 de noviembre, su equipo goleó 4-0 a Chad, Samir jugó todo el partido y clasificaron a la siguiente ronda.

## Estadísticas

### Clubes
Actualizado por última vez el 23 de mayo de 2016.
| Al-Ahly · Egipto |               |               |    |    |    |    |    |    |    |     |     |
| 1ª | 2009-10       | ¿?            | ¿? | ¿? | ¿? | ¿? | ¿? | ¿? | ¿? | ¿?  |     |
| 1ª | 2010-11       | 0             | 0  | 0  | 0  | 0  | 0  | 0  | 0  | 0   |     |
| Total club | Total club    | 0             | 0  | 0  | 0  | 0  | 0  | 0  | 0  | 0   |     |
| Al-Mokawloon Al-Arab · Egipto |               |               |    |    |    |    |    |    |    |     |     |
| 1ª | 2010-11       | 14            | 0  | 0  | 0  | -  | -  | 14 | 0  | 0   |     |
| Total club | Total club    | 14            | 0  | 0  | 0  | -  | -  | 14 | 0  | 0   |     |
| Al-Masry · Egipto |               |               |    |    |    |    |    |    |    |     |     |
| 1ª | 2011-12       | 12            | 0  | 0  | 0  | -  | -  | 12 | 0  | 0   |     |
| Total club | Total club    | 12            | 0  | 0  | 0  | -  | -  | 12 | 0  | 0   |     |
| Al-Ahly · Egipto |               |               |    |    |    |    |    |    |    |     |     |
| 1ª | 2012/13       | 7             | 1  | 1  | 0  | 4  | 0  | 12 | 1  | 0   |     |
| 1ª | 2013/14       | 1             | 1  | 0  | 0  | 6  | 0  | 7  | 1  | 0,1 |     |
| 1ª | 2014-15       | 0             | 2  | 0  | 0  | 1  | 0  | 1  | 2  | 2   |     |
| 1ª | 2015-16       | 0             | 1  | -  | -  | -  | -  | 0  | 1  | 0   |     |
| Total club | Total club    | 8             | 5  | 1  | 0  | 11 | 0  | 20 | 5  | 0,2 |     |
| Total carrera | Total carrera | Total carrera | 34 | 5  | 1  | 0  | 11 | 0  | 46 | 5   | 0,1 |
| (1) Incluye datos de Supercopa de Egipto (2012). (2) Incluye datos de Liga de Campeones de la CAF (2010, 2012 y 2013) / Copa Mundial de Clubes de la FIFA (2012 y 2013) / Supercopa de la CAF (2013, 2014 y 2015). (3) No incluye goles en partidos amistosos. |               |               |    |    |    |    |    |    |    |     |     |

### Selecciones

#### Participaciones en fases finales
| Competición                                                        | Categoría | Sede                             | Resultado        | Partidos | Goles |
| ------------------------------------------------------------------ | --------- | -------------------------------- | ---------------- | -------- | ----- |
| Copa Mundial de Fútbol Sub-20 de 2009                              | Egipto    | Egipto                           | Octavos de final | 3        | 0     |
| Torneo Esperanzas de Toulon de 2012                                | Egipto    | Francia                          | Primera Fase     | 0        | 0     |
| Torneo masculino de fútbol en los Juegos Olímpicos de Londres 2012 | Egipto    | Reino Unido                      | Cuartos de final | 2        | 0     |
| Clasificación de CAF para la Copa Mundial de Fútbol de 2014        | Egipto    | Confederación Africana de Fútbol | Tercera fase     | 0        | 0     |
| Clasificación de CAF para la Copa Mundial de Fútbol de 2018        | Egipto    | Confederación Africana de Fútbol | En disputa       | 2        | 0     |
| Total                                                              |           |                                  |                  | 7        | 0     |

- Nota: Se incluirá en la tabla tercer o cuarto puesto sólo si se jugó el partido por el tercer lugar.

### Títulos internacionales
| Título                       | Club    | País   | Año     |
| ---------------------------- | ------- | ------ | ------- |
| Primera División de Egipto   | Al-Ahly | Egipto | 2009-10 |
| Supercopa de Egipto          | Al-Ahly | Egipto | 2012    |
| Liga de Campeones de la CAF  | Al-Ahly | Egipto | 2012    |
| Liga de Campeones de la CAF  | Al-Ahly | Egipto | 2013    |
| Supercopa de la CAF          | Al-Ahly | Egipto | 2013    |
| Copa de Egipto               | Al-Ahly | Egipto | 2014    |
| Copa de Egipto               | Al-Ahly | Egipto | 2014    |
| Supercopa de Egipto          | Al-Ahly | Egipto | 2014    |
| Copa Confederación de la CAF | Al-Ahly | Egipto | 2014    |
| Supercopa de la CAF          | Al-Ahly | Egipto | 2014    |

(*) Incluyendo la selección